# Weerdinge (waterschap)
Weerdinge was een veenschap en later een waterschap in de provincie Drenthe. Het werd in 1881 opgericht als veenschap, maar in 1884 werd het veenschap opgeheven en werd het waterschap Weerdinge opgericht. 
In 1963 ging het waterschap met de andere waterschappen Compascuum, Barger Oostveen, Barger Oosterveld en Emmer-Erfscheidenveen op in het nieuwgevormde waterschap De Runde.

## Geschiedenis
Op 5 november 1880 werd bij besluit van de provinciale staten het veenschap Weerdinge opgericht, in januari 1881 trad deze ook in werking. Het veenschap had een oppervlakte van 2.222 ha. 
Bij besluit van de provinciale staten werd op 26 januari 1884 het veenschap Weerdinge opgeheven en werd het waterschap Weerdinge opgericht. Twee jaar eerder besloot de Hoge Raad dat de provincie niet bevoegd was om de veenschappen op te richten, de Provinciewet en de Grondwet gaven de provincie daartoe geen bevoegdheid. Door deze uitspraak werden de bestaande veenschappen omgevormd naar waterschappen.
In 1954 werd een deel van het veenschap Weerdinger-Erfscheidenveen bij Weerdinge gevoegd, het waterschap had na de fusie een oppervlakte van 2.616 ha. In 1963 werd Weerdinge bij De Runde gevoegd.

## Wapen
De beschrijving van het wapen luidde als volgt:
In zilver een stel tweelingbalken van azuur, over alles heen een uitgerukte eik van sinopel met eikels van keel, in napjes van sabel, aan de voet ter weerszijden vergezeld van een liggend turf, eveneens van sabel. Het schild gedekt door een gouden kroon van drie bladeren en twee paarlen.